# إكسرجي
في الديناميكا الحرارية، إكسرجي أو إكسرجيا أو إكسرجية النظام (أو الطاقة المتاحة في النظام) هي العمل (الشغل) المفيد الأعظمي الممكن خلال عملية تنقل النظام إلى حالة توازن مع خزان حراري لانهائي ليصل إلى الإنتروبي الأعظمي. عندما يكون الخزان الحراري اللانهائي هو الوسط المحيط، فإن الإكسرجي هي الطاقة الكامنة للنظام للتسبب في تغيير خلال وصوله إلى حالة التوازن مع البيئة المحيطة. الإكسرجي هي الطاقة المتاحة للاستخدام. بعد وصول كل من النظام ومحيطه إلى حالة توازن تنعدم الإكسرجي. كان تحديد الإكسرجي أيضًا أول أهداف الديناميكا الحرارية. نُحت مصطلح «إكسرجي» لأول مرة في عام 1956 من قبل زوران رانت (1904-1972) من الكلمتين اليونانيتين إكس وإيرغون بمعنى «من العمل»،[3] ولكن المفهوم كان قد طُور على يد ج. ويلارد غيبس في عام 1873.[4]
الطاقة لا تخلق ولا تفنى أثناء عملية ما. تتغير الطاقة من شكل إلى آخر (انظر القانون الأول في الديناميكا الحرارية). أما الإكسرجي فتفنى عندما تكون العملية غير عكوسة، كطرح الحرارة للوسط المحيط (انظر القانون الثاني في الديناميكا الحرارية). هذا الفناء يتناسب طردًا مع زيادة الإنتروبي للنظام مع محيطه. أطلق على الإكسرجي المدمَّرة مصطلح آنيرجي. لأجل عملية بثبات درجة الحرارة فإن الإكسرجي والطاقة مصطلحان تبادليان، ولا توجد آنيرجي.

## تعاريف
الإكسرجي خاصية مشتركة للنظام ووسطه المحيط لأنها تعتمد على حالة كل من النظام والوسط المحيط. إكسرجي نظام في حالة توازن مع محيطه تساوي الصفر. ليست الإكسرجي لا خاصية ترموديناميكية للمادة ولا طاقة ترموديناميكية كامنة في النظام. تُستخدم وحدة الجول في كل من الطاقة والإكسرجي. الطاقة الداخلية لنظام تقاس دائمًا بدءًا من حالة ثابتة محددة وهي بالتالي دائمًا تابع حالة. يعرف بعض المؤلفون إكسرجي النظام بأنها متغيرة عند تغير الوسط المحيط، وفي هذه الحالة لا تكون تابع حالة. في حين يفضل كتاب آخرون تعريفًا مغايرًا قليلًا للطاقة المتاحة وإكسرجي النظام يكون فيه الوسط المحيط معرفًا بدقة بأنه حالة مرجعية مطلقة غير متغيرة، وفي هذا التعريف البديل تصبح الإكسرجي خاصية تخص حالة النظام وحده.
من وجهة نظر نظرية، يمكن تعريف الإكسرجي دون إرجاعها إلى أي وسط محيط. إذا اختلفت الخصائص المكثفة للعناصر المختلفة ذات التمدد المنتهي في النظام، فهناك دائمًا إمكانية استخراج عمل ميكانيكي من النظام.
يُستخدم مصطلح إكسرجي أيضًا بشكل يحاكي تعريفه الفيزيائي في نظرية المعلومات التي تتعلق بالحوسبة العكوسة. الإكسرجي مرادف أيضًا لكل من: الطاقة المتاحة، الطاقة الإكسرجية، الإسرجي (مصطلح بطل استخدامه)، الطاقة القابلة للاستخدام، العمل المفيد المتاح، العمل الأعظمي (أو الأصغري)، محتوى العمل الأعظمي (أو الأصغري)، العمل العكوس، العمل المثالي.
الإكسرجي المدمر لدورة هو مجموع الإكسرجي المدمر للعمليات التي تؤلف تلك الدورة. يمكن أيضًا تحديد الإكسرجي المدمر لدورة ما دون تتبع العمليات المفردة باعتبار الدورة بأكملها عملية وحيدة واستخدام معادلات الإكسرجي المدمر.

## الوصف الرياضي

### تطبيق للقانون الثاني في الديناميكا الحرارية
تستخدم الإكسرجي حدود النظام بطريقة غير مألوفة للعديد من الناس. نتخيل وجود محرك كارنو بين النظام والوسط المرجعي الخاص به رغم أن هذا المحرك لا يوجد في العالم الحقيقي. الهدف الوحيد لهذا المحرك هو قياس نتائج احتمال «ما كان ليكون» لتمثيل الطريقة التي يتفاعل فها العمل بأكبر مردود ممكن بين النظام ومحيطه.
إذا اختير الوسط المرجعي في العالم الحقيقي بحيث يتصرف كخزان حراري لانهائي يبقى دون تغيير من قبل النظام، فعندها يعبر عن فرضية كارنو الخاصة بنتائج نظام يتجه نحو حالة التوازن مع الزمن بنصين رياضيين متكافئين. لتكن B الإكسرجي أو العمل المتاح، تتناقص مع الزمن، وStotal إنتروبي النظام مع والوسط المحيط المرجعي الخاص به وهما مشمولان في نظام معزول أكبر، تزداد مع الزمن:
{\displaystyle {\frac {\mathrm {d} B}{\mathrm {d} t}}\leq 0{\mbox{ is equivalent to }}{\frac {\mathrm {d} S_{total}}{\mathrm {d} t}}\geq 0\qquad {\mbox{(1)}}}
للأنظمة العيانية (فوق الحد الترموديناميكي)، يعبر كل من هذين النصين عن القانون الثاني للديناميكا الحرارية إذا استُخدمت العلاقة التالي للإكسرجي:
{\displaystyle B=U+P_{R}V-T_{R}S-\sum _{i}\mu _{i,R}N_{i}\qquad {\mbox{(2)}}}
حيث الكميات المكثفة للنظام هي: U = الطاقة الداخلية، N = الطاقة الكامنة الكيميائية للعنصر i.
غالبًا ما يكون للمصطلحات الفردية أيضًا أسماء خاصة بها: يدعى PRV «عمل PV المتاح»، يدعى المقدار TRS «الضياع الإنتروبي» أو «الضياع الحراري» ويدعى المصطلح النهائي «الطاقة الكيميائية المتاحة».
يمكن استخدام الطاقات الترموديناميكية الكامنة لاستبدال الطاقة الداخلية إذا اعتني بالتعرف إلى المتغيرات الطبيعية التي تتوافق مع كل طاقة كامنة. لمعرفة الاصطلاح الموصى به لكل من هذه الطاقات الكامنة، انظر (ألبرتي، 2001). المعادلة (2) مفيدة للعمليات التي يتغير فيها حجم النظام وإنتروبيته وعدد مولات عناصره المختلفة لأن الطاقة الداخلية هي كذلك تابع لهذه المتغيرات وحدها.
هناك تعريف بديل للطاقة الداخلية لا يفصل بين الطاقة الكيميائية المتاحة وU. هذا التعريف مفيد (عند التعويض في المعادلة (1)) للعمليات التي يتغير فيها حجم النظام وإنتروبيته دون حدوث تفاعل كيميائي:
{\displaystyle B=U[\mu _{1},\mu _{2},...\mu _{n}]+P_{R}V-T_{R}S=U[{\boldsymbol {\mu }}]+P_{R}V-T_{R}S\qquad {\mbox{(3)}}}
في هذه الحالة يكون لمجموعة معطاة من المواد الكيميائية ذات قيم الحجم والإنتروبي المعطاة قيمة عددية وحيدة لهذه الطاقة الترموديناميكية الكامنة. يمكن أن يعقد نظام متعدد الحالات المسألة أو أن يبسطها لأن قانون غيبس الطوري يتنبأ بأن القيم المكثفة لن تكون مستقلة تمامًا عن بعضها البعض عندها.

### تماس تاريخي وثقافي
في عام 1848 طرح ويليام تومسون، المعروف باسم اللورد كلفن (وأجاب فورًا على) السؤال التالي:
هل هناك مبدأ يمكن استخدامه لوضع مقياس مطلق لدرجة الحرارة؟ يبدو لي أن نظرية كارنو عن الاستطاعة المحركة للحرارة تسمح لنا بإعطاء إجابة مؤكدة.
باستخدام ما نعرفه الآن وفق المعادلة (3)، يمكننا الآن فهم الأثر التاريخي لفكرة كلفن على الفيزياء. اقترح كلفن أن أفضل مقياس لدرجة الحرارة سيصف قدرةً ثابتة لوحدة درجة الحرارة في الوسط المحيط لتحويل العمل المتاح من محرك كارنو. من المعادلة (3):
{\displaystyle {\frac {\mathrm {d} B}{\mathrm {d} T_{R}}}=-S\qquad {\mbox{(4)}}}
علم رودولف كلاوسيوس بوجود ثابت تناسب في تحليل كلفن وأعطاه اسم الإنتروبي في عام 1865 من الكلمة اليونانية التي تعني «تحول» لأنها تصف كمية الطاقة الضائعة أثناء التحول من الحرارة إلى العمل. يكون العمل المتاح من محرك كارنو أعظميًّا عندما تكون درجة حرارة الوسط المحيط به مساوية للصفر.
لم تكن الفيزياء يومها -وقد بقيت الحال كذلك إلى يومنا هذا- ترتاح غالبًا إلى الخصائص التي تحتوي كلمة «متاح» أو «قابل للاستخدام» في اسمها. أثارت فكرة (ما هو متاح) التساؤل: «متاح لأي شيء؟» وأثارت قلقًا بشأن كون هكذا خاصية منشؤها تفكير الإنسان (ناتجة عن مركزية الإنسان). قد لا تصف القوانين المشتقة باستخدام هكذا خاصية الكون كما هو بل تصف ما يريد البشر أن يروه.
أراح مجال الميكانيكا الإحصائية (الذي بدأ مع أعمال لودفيغ بولتسمان في تطوير معادلة بولتسمان) العديد من الفيزيائيين بخصوص هذا الشأن. من هذا الفرع، نعرف اليوم بأن الخصائص العيانية يمكن تحديدها من خصائص على المستوى الصغري (المجهري) عندما تكون الإنتروبي «حقيقية» أكثر من درجة الحرارة نفسها. تسبب التغيرات الحركية المجهرية بين الجسيمات ضياعات إنتروبية، وهذه الطاقة غير متاحة للعمل لأن هذه التغيرات تحدث بشكل عشوائي في كل الاتجاهات. تحدث مركزية الإنسان، بصرف النظر عن بعض الفيزيائيين والمهندسين اليوم، عندما يرسم أحد حدودًا افتراضية، في الواقع فإنه بعمله هذا كأنه يقول: «هذا هو نظامي. ما يحدث خارجه هو محيط النظام». في هذا السياق توصف الإكسرجي أحيانًا بأنها خاصية إنسانية المركز، من قبل كل من أولئك الذين يستخدمون الإكسرجي والذين لا يستخدمونها. ينظر إلى الإنتروبي على أنها خاصية أكثر أساسية في المادة.
التفاعلات بين الأنظمة (غالبًا الأنظمة البيئية) في مجال علم البيئة وكيفية تعاملها مع مصادر الإكسرجي أمور ذات أهمية كبرى. وفق هذا المنظور، فالإجابة عن سؤال «متاح لأي شيء؟» هي ببساطة: «متاح للنظام»، لأن الأنظمة البيئية توجد على ما يبدو في العالم الحقيقي. حسب وجهة نظر علم بيئة الأنظمة فإن خاصية للمواد كالإنتروبيا المطلقة ينظر إليها باعتبارها إنسانية المركز لأنها تعرف بالنسبة إلى نظام مرجعي افتراضي لا يمكن الوصول إليه في عزل تام وعند درجة حرارة تساوي الصفر المطلق. مع هذا التركيز على النظام بدل المادة، ينظر إلى الإكسرجي على أنها خاصية أكثر أساسية للنظام، ويمكن اعتبار الإنتروبي خاصية مرافقة لنظام ذي نظام مرجعي مثالي.